# 硬碱茅
硬碱茅（学名：Puccinellia sclerodes），为禾本科碱茅属下的一个植物种。